# Édouard Fuchs
Édouard Fuchs (* 11. Februar 1896 in Mülhausen; † 2. Januar 1992 in Riedisheim) war ein französischer Abgeordneter (UPR).

## Leben
Edward Fuchs war das fünfte Kind einer Arbeiterfamilie. Er besuchte zunächst die Ecole des Frères de Mulhouse und bildete sich in Abendkursen über Buchhaltung, Korrespondenz und Sprachen dort. Er machte eine Lehre in einer Textilfabrik und arbeitete später als Büroangestellter in einer Bank.
Am 21. September 1914 wurde er von den deutschen Militärbehörden eingezogen und leistete Kriegsdienst. Er kämpfte an der rumänischen Front und geriet Anfang 1918 in Kriegsgefangenschaft. Aus Kriegsgefangenenlagern in Rumänien und Russland wurde er nach Frankreich entlassen. Am 22. April 1918 trat er in die französische Armee ein und wurde in Nordafrika eingesetzt. 1919 wurde er demobilisiert und arbeitete danach in der administration des contributions indirectes einem Teil der französischen Finanzverwaltung. Später arbeitete er im Bankwesen, Handel und Industrie. 1926 bis 1930 war er Département-Sekretär des Bundes der katholischen Elsässer (Ligue des catholiques d’Alsace).
Édouard Fuchs war Mitglied der Union populaire républicaine (UPR). Bei den Wahlen zur französischen Abgeordnetenkammer 1936 kandidierte er im Wahlkreis Mulhouse-campagne. Im ersten Wahlgang am 26. April erreichte Fuchs mit 9.656 Stimmen der 23.846 Wähler den ersten Platz. In die Stichwahl kam noch der Sozialist Eisenring mit 5.156 Stimmen. Die Kandidaten Becher (Republikanische Linke, 4.446 Stimmen) und Kayser (PCF, 3.477 Stimmen) schieden aus. In der Stichwahl am 3. Mai setzte sich Fuchs mit 14.007 Stimmen gegen die Eisenring mit 8.317 Stimmen durch und war damit Nachfolger von Médard Brogly (UPR), der den Wahlkreis bisher vertreten hatte.
In der Kammer war er Mitglied der Fraktion Indépendants d’action populaire und den Ausschüssen für Elsass und Lothringen, Hygiene und öffentliche Arbeiten und Kommunikation an. Ein Dekret vom Juli 1939 verlängerte das Mandat in der Kammer aller Abgeordneten während des Zweiten Weltkriegs bis zum 31. Mai 1942. Am 10. Juli 1940 gehörte er zu den Abgeordneten, die in Vichy für die erweiterten Vollmachten von Philippe Pétain stimmten. Nach dem Krieg bewarb er sich nicht mehr um ein Mandat.